# Une corde à l'aube
Pour plus de détails, voir Fiche technique et Distribution.
Une corde à l'aube (Il magnifico west) est un western spaghetti comique sorti en 1972, réalisé par Gianni Crea.
Ce film exploite la veine comique légère des films de Trinità. Fiorella Mannoia apparaît ici pour la première fois dans le générique d'un film, après diverses prestations comme doublure dans les cascades.

## Synopsis
Texas, un pistolero vagabond, rencontre son vieil ami Pistola. Arrivés près d'une auberge, ils sauvent la jeune Mary et son père Sam de l'agression de deux bandits à la solde de Martin. Une fois arrivés dans le bourg, ils sauvent encore deux frères, qui allaient être lynchés par les sbires de Martin. Texas et Pistola sont ensuite faits prisonniers mais parviennent à s'évader et s'opposent aux hommes d'Allen, un rival de Martin.

## Fiche technique
- Titre français : Une corde à l'aube
- Titre original italien : Il magnifico west
- Pays :  Italie
- Année de sortie : 1972
- Durée : 84 minutes
- format d'image :  2.35:1
- Genre : Western spaghetti, comédie
- Réalisation : Gianni Crea
- Scénario : Gianni Crea
- Production : Gianni Crea pour Dinamica Film
- Distribution en Italie : Indipendenti regionali
- Photographie : Giovanni Raffaldi
- Montage : Enzo Alabiso
- Musique : Stelvio Cipriani
- Décors : Renzo Battistelli
- Costumes : Felicetta Cardarelli
- Maquillage : Corrado Blengini

## Distribution
- Vassili Karis : Texas
- Gordon Mitchell : Martin
- Fiorella Mannoia : Mary
- Lorenzo Fineschi : Jim
- Italo Gasperini : Fred
- Derio Pino : Pistola
- Gennarino Pappagalli : Sam, le père de Mary
- Enzo Pulcrano : bandit
- Sergio Scarchilli : bandit